# Championnats d'Europe d'aviron 2016
Navigation
Édition précédente Édition suivante
Les championnats d'Europe d'aviron 2016, soixante-quatorzième édition des championnats d'Europe d'aviron, ont lieu du 6 au 8 mai 2016 à Brandebourg-sur-la-Havel, en Allemagne.

## Podiums

### Hommes
| Épreuves                           | Or | Or            | Argent | Argent        | Bronze | Bronze        |
| ---------------------------------- | --- | ------------- | --- | ------------- | --- | ------------- |
| Skiff poids légers LM1x            | Slovaquie Lukáš Babač | 7 min 33 s 42 | Allemagne Konstantin Steinhübel | 7 min 35 s 54 | Slovénie Rajko Hrvat | 7 min 36 s 72 |
| Skiff M1x                          | Croatie Damir Martin | 8 min 5 s 59  | Lituanie Mindaugas Griškonis | 8 min 19 s 30 | Tchéquie Ondřej Synek | 8 min 25 s 40 |
| Deux de pointe poids légers LM2−   | Royaume-Uni Sam Scrimgeour Joel Cassells | 7 min 0 s 38  | Danemark Emil Espensen Jens Vilhelmsen | 7 min 3 s 94  | Espagne Sergio Pérez Moreno Jesús González Álvarez                                                                                         | 7 min 5 s 32  |
| Deux de couple M2x                 | Croatie Martin Sinković Valent Sinković | 7 min 6 s 33  | Allemagne Marcel Hacker Stephan Krueger | 7 min 14 s 22 | Lituanie Rolandas Maščinskas Saulius Ritter                                                                                                | 7 min 17 s 79 |
| Deux de pointe M2-                 | Hongrie Adrián Juhász Béla Simon | 7 min 5 s 70  | Royaume-Uni Alan Sinclair Stewart Innes | 7 min 6 s 28  | Pays-Bas Roel Braas Mitchel Steenman | 7 min 6 s 78  |
| Deux de couple poids légers LM2x   | Irlande Gary O'Donovan Paul O'Donovan | 6 min 57 s 76 | Allemagne Moritz Moos Jason Osborne | 6 min 59 s 54 | Norvège Kristoffer Brun Are Strandli | 7 min 0 s 52  |
| Quatre de couple M4x               | Estonie Andrei Jämsä Allar Raja Tõnu Endrekson Kaspar Taimsoo                                                                                         | 6 min 29 s 82 | Lituanie Dovydas Nemeravičius Martynas Džiaugys Dominykas Jančionis Aurimas Adomavičius                                                                  | 6 min 31 s 98 | Russie Nikita Morgachev Artem Kosov Vladislav Ryabtsev Sergey Fedorovtsev                                                                  | 6 min 32 s 27 |
| Quatre de pointe M4-               | Royaume-Uni Alex Gregory Mohamed Sbihi George Nash Constantine Louloudis                                                                              | 6 min 18 s 93 | Biélorussie Vadzim Lialin Dzianis Mihal Mikalai Sharlap Ihar Pashevich                                                                                   | 6 min 20 s 91 | France Valentin Onfroy Benjamin Lang Mickaël Marteau Théophile Onfroy                                                                      | 6 min 21 s 55 |
| Quatre de pointe poids légers LM4- | Suisse Lucas Tramèr Simon Schürch Simon Niepmann Mario Gyr                                                                                            | 6 min 45 s 24 | Royaume-Uni Chris Bartley Mark Aldred Jono Clegg Peter Chambers                                                                                          | 6 min 47 s 73 | Allemagne Jonathan Koch Lucas Schaefer Tobias Franzmann Lars Wichert                                                                       | 6 min 51 s 66 |
| Huit M8+                           | Allemagne Maximilian Munski Malte Jakschik Andreas Kuffner Felix Drahotta Maximilian Reinelt Eric Johannesen Richard Schmidt Hannes Ocik Martin Sauer | 6 min 16 s 65 | Russie Roman Lomachev Lev Gritsenko Maksim Golubev Pavel Sorin Viacheslav Mikhaylevskiy Aleksandr Kornilov Semen Yaganov Daniil Andrienko Pavel Safonkin | 6 min 17 s 43 | Royaume-Uni Matthew Gotrel Scott Durant Tom Ransley Paul Bennett Pete Reed Andrew Triggs Hodge Matthew Langridge William Satch Phelan Hill | 6 min 20 s 39 |

### Femmes
| Épreuves                         | Or | Or            | Argent | Argent        | Bronze | Bronze        |
| -------------------------------- | --- | ------------- | --- | ------------- | --- | ------------- |
| Skiff poids légers LW1x          | Allemagne Anja Noske | 8 min 26 s 75 | Danemark Rungeaja Holmegaard | 8 min 32 s 54 | Pays-Bas Elisabeth Woerner | 8 min 37 s 05 |
| Skiff W1x                        | Autriche Magdalena Lobnig | 9 min 22 s 32 | Lettonie Elza Gulbe | 9 min 39 s 10 | Irlande Sanita Puspure | 9 min 44 s 77 |
| Deux de couple W2x               | Biélorussie Yuliya Bichyk Tatsiana Kukhta | 8 min 25 s 91 | Allemagne Julia Lier Mareike Adams | 8 min 28 s 30 | Tchéquie Kristýna Fleissnerová Lenka Antošová | 8 min 31 s 94 |
| Deux de pointe W2-               | Royaume-Uni Helen Glover Heather Stanning | 7 min 35 s 93 | Allemagne Kerstin Hartmann Kathrin Marchand | 7 min 43 s 81 | Roumanie Mădălina Bereș Laura Oprea | 7 min 47 s 18 |
| Deux de couple poids légers LW2x | Pays-Bas Ilse Paulis Maaike Head | 7 min 40 s 50 | Allemagne Fini Sturm Marie-Louise Dräger | 7 min 42 s 79 | Pologne Joanna Dorociak Weronika Deresz | 7 min 44 s 88 |
| Quatre de couple W4x             | Allemagne Annekatrin Thiele Carina Baer Marie-Catherine Arnold Lisa Schmidla                                                                 | 7 min 14 s 31 | Pologne Agnieszka Kobus Joanna Leszczyńska Maria Springwald Monika Ciaciuch                                                                           | 7 min 18 s 53 | Ukraine Daryna Verkhogliad Olena Buryak Anastasiia Kozhenkova Ievgeniia Nimchenko                                                                                         | 7 min 21 s 12 |
| Huit W8+                         | Royaume-Uni Katie Greves Melanie Wilson Frances Houghton Polly Swann Jessica Eddie Olivia Carnegie-Brown Karen Bennett Zoe Lee Zoe De Toledo | 6 min 51 s 46 | Pays-Bas Wianka Van Dorp Sophie Souwer Lies Rustenburg Jose Van Veen Elisabeth Hogerwerf Claudia Belderbos Monica Lanz Olivia Van Rooijen Ae-Ri Noort | 6 min 51 s 83 | Russie Julia Kalinovskaya Yulia Inozemtseva Julia Popova Alevtina Savkina Anastasia Karabelshchikova Aleksandra Fedorova Elena Lebedeva Elena Oriabinskaia Ksenia Volkova | 6 min 55 s 43 |

## Tableau des médailles
| Rang | Nation      | Or | Argent | Bronze | Total |
| ---- | ----------- | -- | ------ | ------ | ----- |
| 1    | Royaume-Uni | 4  | 2      | 1      | 7     |
| 2    | Allemagne   | 3  | 6      | 1      | 10    |
| 3    | Croatie     | 2  | 0      | 0      | 2     |
| 4    | Pays-Bas    | 1  | 1      | 2      | 4     |
| 5    | Biélorussie | 1  | 1      | 0      | 2     |
| 6    | Irlande     | 1  | 0      | 1      | 2     |
| 7    | Autriche    | 1  | 0      | 0      | 1     |
| 7    | Estonie     | 1  | 0      | 0      | 1     |
| 7    | Hongrie     | 1  | 0      | 0      | 1     |
| 7    | Suisse      | 1  | 0      | 0      | 1     |
| 7    | Slovaquie   | 1  | 0      | 0      | 1     |
| 12   | Lituanie    | 0  | 2      | 1      | 3     |
| 13   | Danemark    | 0  | 2      | 0      | 2     |
| 14   | Russie      | 0  | 1      | 2      | 3     |
| 15   | Pologne     | 0  | 1      | 1      | 2     |
| 16   | Lettonie    | 0  | 1      | 0      | 1     |
| 17   | Tchéquie    | 0  | 0      | 2      | 2     |
| 18   | France      | 0  | 0      | 1      | 1     |
| 18   | Norvège     | 0  | 0      | 1      | 1     |
| 18   | Roumanie    | 0  | 0      | 1      | 1     |
| 18   | Slovénie    | 0  | 0      | 1      | 1     |
| 18   | Espagne     | 0  | 0      | 1      | 1     |
| 18   | Ukraine     | 0  | 0      | 1      | 1     |
|      | Total       | 17 | 17     | 17     | 51    |